# 村雨辰剛
村雨 辰剛（むらさめ たつまさ、1988年7月25日 - ）は、日本の庭師、俳優、タレント、モデル。スウェーデンのスコーネ県エルケルユンガ出身、2015年（当時26歳）に日本に帰化した。出生名はヤコブ・セバスチャン・ビョーク（典: Jakob Sebastian Björk）。所属事務所はワイエムエヌ。

## 概要
1988年、スウェーデンで生まれ育つ。中学校の世界史の授業で日本の歴史や文化に興味を抱き、独学で日本語の勉強を始める。16歳で日本に3カ月間ホームステイ。日本の伝統文化に魅了され「日本で日本人として暮らしたい」という目標を持ち、高校卒業後に渡航費を貯めて19歳で日本へ移住。愛知県で英語・スウェーデン語の語学講師として働いていた時に、外国人事務所からスカウトされモデル・翻訳の仕事を始める。23歳で日本の伝統文化に携わる仕事がしたいと造園業の世界へ飛び込み、庭師として5年間修行を積む。26歳の時に日本国籍を取得し、「村雨 辰剛」に改名。
2016年（27歳）から株式会社YMNに所属し庭師の仕事と並行してタレント活動開始。2017年に庭師の修行を終え、拠点を関東へ移して東京の大手造園業者に転職。その後、独立して個人事業主（一人親方）となる。2018年NHK『みんなで筋肉体操』に出演し一躍注目され、2021年Eテレ『趣味の園芸』のナビゲーターに就任。同年、NHK連続テレビ小説『カムカムエヴリバディ』のロバート・ローズウッド役に抜擢されたのを機に俳優業を本格化。
「僕の人生は情報量が多すぎてなかなか伝えきれない」と語り、2019年と2022年に自身の半生を綴った自伝的エッセイを出版。
現在は庭師・俳優という異色の二足のわらじを履きながら活動の場を広げている。

## 経歴

### 出生から日本移住まで
1988年7月25日、スウェーデンで誕生した。幼い頃に両親が別れることになり、実の母親とスウェーデン空軍パイロットの継父によって、スウェーデン南部スコーネ地方の人口8000人ほどの小さな田舎町で育てられた。周囲には畑しかなく、自然豊かだが刺激のない孤立した環境が嫌で、子供の頃から外に出て行きたいと思っていた。6人兄弟の長男だが、スウェーデンには長男が家督を継ぐといった考え方がないため、地理的にも文化的にも懸け離れた海外で生活したいという気持ちが強かった。
継父の影響で将来はスウェーデン陸軍のレンジャー部隊へ入ることを考える一方、中学校の世界史の授業で日本の歴史を知って興味を抱き、Yahoo!チャットで日本人を見つけ、チャットで日本語を勉強していた。幼い頃から「？」が多いものに魅力を感じる性格だったと回想しており、日本の歴史では戦国時代や武士道に関心を抱いた。日本語の学習には英日辞典を使い、単語を片っ端から頭に叩き込んだ。他人と群れるのが嫌いで、常に英日辞典を持ち歩き、少しでも時間があると一人で辞典を広げて日本語を覚えていたため、周囲からは変なヤツだと見られ、友人からは「ヤポン（日本人）」とあだ名を付けられていた。現在は、スウェーデン語、英語、日本語の三言語話者である。
日本に留学したかったが経済的な理由で断念せざるを得ず、自分で何とかしようと考えてスウェーデンから日本の高校へ直接電話を掛けて交渉したものの何校も断られた。そんな時、チャットで知り合った60代の日本人男性が村雨の熱意を知り、「そんなに日本に来たいなら、うちにホームステイしますか」と招いてくれたことから、16歳の夏休みの時に初めて日本を訪れ、神奈川県横浜市で3カ月間のホームステイをした。ホームステイ先は何代も続く旧家であり、日本の伝統的な生活を体験することができた。日本滞在中はホームステイ先が経営する幼稚園の手伝いをしながら、鎌倉や周辺の神社仏閣を訪れたり、近くの高校のアメリカンフットボール部の練習に参加させてもらい、日本の学生生活の一端を経験したという。ホームステイ後は日本に住みたい気持ちが強くなっていき、レンジャー部隊の入隊試験に合格したものの入隊を辞退し、高校卒業後にアルバイトをしてお金を貯めて19歳で日本へ移住した。移住を決めた頃にはかなり日本に傾倒しており、帰化して日本人になりたいと考えていた。

### 日本移住後
日本へ移住後は愛知県名古屋市で英語・スウェーデン語の語学講師として働き始めた。その時点では仕事内容は重視しておらず、将来的に帰化するとしたら一定期間以上、日本に住み続けて安定した収入が必要だったために自分の語学力を活かした仕事に就いただけだった（本当は日本の伝統的な職に就きたいと思っていたが、仕事を探す方法がわからなかった）。語学講師時代に外国人が所属する事務所からスカウトされ、モデルや翻訳の仕事をするようになった。
しかし、2011年（平成23年）3月11日に東日本大震災が発生し、スウェーデンの家族から大いに心配され、親から安否確認の電話が毎日掛かってきて「帰って来て欲しい」と何度も言われた（当時スウェーデンではチェルノブイリ原発事故の被害が脳裏にあり、日本は放射能で滅びるというくらいの勢いで報じるメディアもあった。そのため地震発生から数日が経ち、親から何度も電話が掛かってきた。日本と外国では情報伝達の時間差もあり、報道のされ方にかなりの温度差があったことを後になって知ったという）。村雨自身は親の心配は大げさだと思っていたが、ちょうど語学講師の契約が切れるタイミングでもあったため、親に顔を見せて安心させるためにもスウェーデンに一旦帰国した。日本に移住してから始めての帰省で、自分の今後の方向性について真剣に考える良い機会となった。そして自分の仕事や将来についての悩みを親に相談したことで心が軽くなり、日本に住み続ける決意を再び固めた。
約1か月後に再来日し、今度は日本の伝統的な職に就きたいと思って仕事を探し始めた。最初は宮大工になりたかったが大工の経験がないと無理だと数社から断られ、なかなか仕事が決まらぬまま2～3カ月が経過した。生活費がギリギリになったところで求人情報誌で「造園業」という言葉を見つけ、意味を調べると自分の探していた仕事にピッタリだと思い、名古屋市の山本庭苑という造園業者の面接を受け2011年8月1日から短期アルバイトとしてワンシーズン（8カ月）働いた。仕事内容は掃除や荷物運びなどの「お手伝い」だったが、休憩時間には植物の名前や世話の仕方を教えてもらったり、3カ月が経った頃からは鋏を持たせてもらい、剪定の理論ややり方など基礎的なことを学んだ。この時の経験から庭師になりたいと思うようになった。
村雨は元々徒弟制度に憧れを抱いていた。その理由として「学校へ通って、決められたカリキュラムをこなすだけでは学べないことがある」と述べている。山本庭苑のアルバイト経験で庭師の仕事に憧れ、親方に弟子にして欲しいと頼んだが、既に兄弟子が存在し、これ以上の弟子を採る余裕が無かったため断られた。
アルバイト期間が終了し、造園業の仕事を探し始めたものの外国人であることが壁となり数十社から断られた。ハローワークへ相談に行ったとき、職員の知り合いの庭師の親方がすぐに働ける弟子を探していたことから、担当者に紹介してもらい愛知県西尾市の加藤造園に採用された。2012年6月1日（23歳の時）から庭師の徒弟となり、5年間修業を積んだ。親方は無口で厳しく「仕事は見て覚えろ」という昔ながらの職人タイプの人物だった。一度も褒められたことはないが、親方とは家族のような絆を感じているという。庭師としては西洋の庭園は人工的だと感じる一方、日本庭園は自然と対話して人間が自然と触れた時の感覚を再現しようとしており、経年変化を良いものと捉える美意識があると語っている。

### 帰化後
日本へ移住した19歳の頃から帰化して日本人になることを考えており、庭師という天職に出会ったことで自分の居場所が定まり「これからも日本で生きて日本で死にたい」という気持ちが固まったため、26歳の時（2015年）に日本に帰化した（スウェーデン国籍を離脱し日本国籍を取得した）。日本名の「村雨」は親方の父親（先代の師匠）が提案してくれた名前で、親方の父親が好きだった歴史作家の村雨退二郎に由来する。「辰剛」は自分で考えた名前で「辰」は辰年生まれであることに由来し、「剛」は親方の名前から一文字いただいた。なお、日本へ帰化する際には、スウェーデン人の親から「戦争になったら、日本のために戦って死ねるのか」と問われたが、村雨は自分の覚悟を伝え、許してもらったという。また、この頃からSNSなどを通じて「日本に帰化したスウェーデン出身のイケメン庭師」とメディアで取り上げられるようになった。
2016年1月2日（27歳の時）、株式会社YMNにタレントとして所属。庭師の仕事に支障が出ない範囲でテレビ番組やラジオ番組、テレビ広告などに出演するようになる。
加藤造園では庭の手入れや管理の技術、礼儀作法・立ち居振る舞いなどを叩き込まれて学んだが、一から庭園を造る「設計」の仕事がほとんどなく経験を積むことができなかった。このまま庭の管理だけをしていては庭師として、人としても成長が止まってしまうと考え、環境を変えてみたいと思い、親方とも相談した上で5年間の修業を終えて、2017年に東京の大きな造園業者に転職した。声を掛けてくれた造園業者では契約社員のような形で造園部に入り、施主との打ち合わせから料金に見合った提案をして庭を造り事務作業も行うなど、加藤造園の従業員だった時には経験できなかったことを学んだ。売上げや利益のことなども初めてしっかり把握することができた。一方で、愛知県にいた時よりも日本庭園に接する機会は減り、和風の庭から洋風へ造り替えて欲しいといった依頼が多く、日本庭園が減少していくことに寂しさを感じた。
また、関東へ引っ越したことでメディアに出る仕事が多くなっていき、日本庭園の良さをメディアで話したり、SNSで自身の活動を発信することで徐々に世間に認知され始めた。

### 転機
2018年8月、NHK『みんなで筋肉体操』に出演。SNS上で大きな話題となり、一躍注目されるようになる。
2019年3月、初の自伝的エッセイ『僕は庭師になった』を出版。
2020年頃、庭師として正式に独立し個人自業主（一人親方）となる。仕事道具の置き場所に困っていたことから、住居兼事務所として築60年の古い日本家屋を借り、和風の生活スタイルを紹介するYouTubeチャンネル『村雨辰剛の和暮らし』を開設した。
2021年4月、NHK Eテレ『趣味の園芸』のナビゲーターに就任。
2021年11月、NHK連続テレビ小説『カムカムエヴリバディ』のロバート・ローズウッド役に抜擢され、さらに注目度が高まる。長い間、演技に挑戦してみたいと思っていたが、初めて大役を得たことにより演じることの楽しさに目覚め、役者としても活動したいと思うようになった。
2022年6月、2冊目の自伝的エッセイ『村雨辰剛と申します。』を出版。
2023年6月、国際短編映画祭作品『The Izakaya Dialogue』で映画初主演。同年、NHKドラマ10『大奥』にて金髪碧眼の蘭学者・青沼役を演じ、念願だった漫画原作、時代劇に出演するという2つの夢を叶えた。

庭師の仕事は季節によって仕事量にバラつきがあるため、今後は庭師と俳優・タレントの仕事をバランスを取りながら両立していきたいと語っている。

## 人物・エピソード
- 身長182cm。B.101、W.78、H.96。血液型O型。瞳の色はブルー、髪の色はブラウン。
- 趣味：筋トレ、肉体改造、盆栽。特技：トリリンガル（日本語、スウェーデン語、英語）、造園技術[3]。
- 性格は真面目で努力家。好奇心や探究心が旺盛で、なんでもすぐに行動するタイプ。自他共に認める「変わり者」である。元々は内向的な性格だったが、メディアに出るようになってから視野が広がり社交的な性格に変わっていった。帰化してからは日本人らしさを大切にし、「郷に入っては郷に従え」をモットーとしながらも、スウェーデン人の自由な気質は残っており、心の中はいつも自由で冒険心に溢れているという[17]。
- 「不慣れな環境」に身を置くことで自分を成長させることができると考えていて[20]、幼い頃から常に刺激を求めており、「刺激中毒かもしれない」と語っている[25]。
- 庭や植物に興味を持ち始めたのは日本に移住後、アルバイトで造園業者に入ってからである。庭師になった当初は頭が固く「その道一筋でいく」と考えていたが、徐々にそのスタンスは自分には合わないと思い始め、庭師の仕事をしながら芸能活動をするようになった。自分がメディアに出ることで減少しつつある日本庭園の良さを広めたいという思いもあったという[17]。
- 日本国籍を取得したタイミングで村雨家の家紋を作った。スウェーデンの家の紋章（母親の家系のVon Wowern家）と日本の家紋にある「三つ追い組み松葉の丸」を組み合わせた丸紋となっている[26][27]。
- 踏切の近くで鳴いていた子猫を保護して「芽吹き」（「めぶき」ちゃん）と名付け、飼育している[28]。
- 2021年、NHKの朝ドラ『カムカムエヴリバディ』でロバート・ローズウッド役に抜擢された。演技経験がほとんどないまま大役に挑戦することになり凄く緊張したが、演技をすることが大好きになった。庭師と役者は一見関係ないように見えるが「よく観察する」「解釈する」「表現する」という点で繋がっているという[17][29]。
- 好きな戦国武将は上杉謙信と武田信玄[30]。帰化人としては三浦按針（本名：ウィリアム・アダムス）を尊敬しており、TBS『世界ふしぎ発見』でミステリーハンターとして按針を紹介した時は大変嬉しかったという。いつか按針役を演じてみたいと思っていたが、NHK大河ドラマ『どうする家康』でその夢が叶い、「熱望していた三浦按針役をいただけたことに心から感謝と、感激でいっぱいです！」とコメントしている[31]。
- 庭師を始めた頃から「いつか独立してやってみたい」と考えていた[32]。加藤造園の親方には本当に感謝しており、関東へ移住してからも毎年親方に会いに行っている[33]。親方には改名後も「セバ」と元の名前の愛称で呼ばれている[34]。加藤造園を退職することは親方にも何度も相談して決めたことで、退職日には親方が泣いてくれたことが強く印象に残っているという[13]。2019年に親方の加藤剛氏がインタビューを受けた際には「（村雨は）本当にまじめ。好青年。今は東京に行ってしまったので正直寂しい」と話しており[35]、2024年のテレビ番組では「村雨は人が2～3年掛けて修得するものを1年で修得した」「本当に（造園を）やりたいんだなと感じた」「自分で考えて自分（師匠）の仕事を見ながら木のことを考える力があった」と村雨の仕事ぶりを語っている[36]。なお、親方との別れの経験はドラマ『大奥』で師匠（吉雄耕牛）との別れのシーンと似ていたため、実体験が役作りに活かされたという[37]。
- 庭師に専念した方が良いという声もあるが、メディアに出てからの方が造園の仕事をもらえるようになったことや、芸能活動をすることでコミュニケーション能力が上がりお客様との打ち合わせがうまくいくようになったことなどプラスになる面が多く、もっと自分を成長させたいという思いがある[1]ので、これからも庭師・俳優として研鑽を積みたいと語っている。
- 現在、庭師としては日本庭園専門で仕事をしている。庭師という肩書にはこだわりはないが、和の庭園にはいつまでも関わっていきたいという思いが軸にあるので、日本庭園に関わる仕事は一生続けたいと思っている[17]。
- 結婚歴があり、東日本大震災の発生後にはスウェーデンの家族を安心させるために当時の妻と共にスウェーデンに帰国している。その後、加藤造園で働いている時期に離婚。娘がいる[6]。
- 2022年6月に大型自動二輪車の免許を取得[38]。2023年からハーレーダビッドソンに乗っており、音や振動が気に入ってる[39][40]。以前はエンジン系の物には興味がなかったが、仕事用の軽トラックを購入してから乗り物欲に火が付いた。友人の俳優・長田成哉やつるの剛士の影響もあるという。また、父親の影響で古いバイクにも興味を持っており、3カ月かけてリストアした中古のバイクを大事にしている（2024年時点で新車と中古車の2台所有）[41][42]。
- 『カムカムエヴリバディ』で共演した世良公則とは、双方が日本文化に造詣が深いことから意気投合し、度々二人で茶会を行うほどの仲となっている[43][44][45]。世良と親しくなったきっかけは、つるの剛士が村雨のドラマ出演を知り、世良に連絡を入れて橋渡しをしてくれたからである[46][47]。

## 出演歴

### テレビドラマ
- 二つの祖国（2019年3月、テレビ東京） - アメリカ人技術者 役[48]
- ルパンの娘 第4話（2019年8月1日、フジテレビ） - ウィリアム 役（写真、声）
- 日曜プライム『庶務行員 多加賀主水が許さない4』（2020年2月16日、テレビ朝日） - 村雨辰剛（本人役） 役
- 連続テレビ小説『カムカムエヴリバディ』（2021年12月 - 2022年4月、NHK） - ロバート・ローズウッド 役[49]
- 土曜ドラマ『わげもん〜長崎通訳異聞〜』（2022年1月8日 - 29日、NHK） - ヤンセン 役
- 日曜劇場『オールドルーキー』 第2話（2022年7月3日、TBS） - エドワード・コナーズ 役[50]
- 最高のオバハン中島ハルコ2 第1話（2022年10月8日、フジテレビ） - ロバート・ヤング 役
- オリーブオイルな日々～スペインへひとっとび！（2023年1月25日 - 3月29日、BS-TBS）
- ドラマ10『大奥 Season2 医療編』（2023年3月14日、10月3日 - 31日、NHK） - 青沼 / 吾作 役[51] ※Season1最終話にも「謎の男」として出演
- 大河ドラマ『どうする家康』（2023年10月29日 - 11月26日、NHK） - 三浦按針（ウィリアム・アダムス） 役[52]
- 黄金の刻〜服部金太郎物語〜（2024年3月30日、テレビ朝日）  - カール・アズナブール 役
- 特捜9 season7 第1話（2024年4月3日、テレビ朝日） - スティーブ・ポール 役
- 筋トレサラリーマン 中山筋太郎〜メリークリスマッスル編〜（2024年12月19日・26日、読売テレビ・日本テレビ） - 村雨 役[53]

### テレビ番組
- NHK
  - みんなで筋肉体操[3]（2018年8月27日 - 30日、2019年1月7日 - 10日、2020年8月24日 - 27日） - 第1・2・5シリーズアシスタント、第2シリーズでは英語での副音声も担当
  - 第69回NHK紅白歌合戦（2018年12月31日） - 「みんなで筋肉体操」出演者（武田真治、小林航太）と共に天童よしみとDA PUMPの応援をした[54]
  - 今夜も生でさだまさしスペシャル（2019年3月31日）
  - NHK杯 輝け!! 全日本大失敗選手権大会 ～みんながでるテレビ～ 夏スペシャル（2019年8月14日）
  - あさイチ（2022年1月13日、2023年10月10日）
  - 土曜スタジオパーク（2022年12月10日）
  - えぇトコ「ここは日本のハリウッド!映画愛あふれるまち〜京都 太秦〜」（2023年3月2日、NHK大阪、3月29日、NHK-BS1）
- Eテレ
  - パプリカ「みんなで筋肉体操」ノーマルバージョン、スクワットバージョン（2020年8月25日、9月1日）
  - 沼にハマってきいてみた（2019年1月30日「ニッポン大好き」、9月30日「筋肉」、10月22日「庭づくり」）
  - 先人たちの底力 知恵泉（2020年6月30日、7月7日、2024年10月22日、29日）
  - アクティブ10 マスと!「図形の合同」（2020年12月4日初回放送）[55]
  - 趣味の園芸（2021年4月 - ） - ナビゲーター[56] ※2019年8月より「花と緑でおもてなし」のコーナー担当として出演
  - グレーテルのかまど「村雨辰剛（たつまさ）のねりきり」（2024年2月5日）
  - 日曜美術館「モネ 睡蓮にひたる」（2024年11月24日）[57]
  - 園芸おじさん 〜街ブラで植物愛〜（2024年12月28日）

- 日本テレビ
  - ZIP! 身近で活躍する助っ人外国人（2015年9月16日）[3]
  - スッキリ!! - お勤め美男子（2015年10月27日）[3]
  - 明石家さんまの転職DE天職（2016年10月10日）[3]
  - PON![3]
  - ウチのガヤがすみません!（2018年7月3日）[3]
  - ダウンタウンDX（2019年3月14日）
  - THE突破ファイル（2020年4月9日） - アメリカンポリス 役
  - 一撃解明バラエティ ひと目でわかる!!（2022年2月15日、3月15日）
  - 遠くへ行きたい（2022年8月21日、12月25日、2024年6月23日）
  - 今日から日本人になります！（2023年8月20日）
- TBSテレビ
  - 好きか嫌いか言う時間（2017年1月30日）[3]
  - あさチャン! 密着 日本文化を継承する外国人（2018年3月5日）[58]
  - NEWSな2人『外国人が大激怒!外国人が生きづらい日本、反対!』（2018年1月13日）[59]
  - 世界ふしぎ発見（2019年6月15日、8月10日、10月26日、2020年7月4日） - 回答者として出演
  - 世界ふしぎ発見「春を待つ京都 天才絵師の謎」(2020年3月28日） - ミステリーハンター
  - 世界ふしぎ発見「世界が注目！北陸が生んだ伝統美」(2020年9月12日） - ミステリーハンター
  - 世界ふしぎ発見「青い目のサムライ」(2021年2月6日） - ミステリーハンター
  - 世界ふしぎ発見「鬼退治で紐解く日本」(2021年5月15日） - ミステリーハンター
  - 世界ふしぎ発見「屋久島・熊野 ―神秘の滝絶景―」(2021年12月11日） - ミステリーハンター
  - 世界ふしぎ発見「イギリス・ロイヤルファミリー、秘密の庭園」(2022年12月3日） - ミステリーハンター
- フジテレビ
  - ネプリーグ（2019年1月28日、7月1日、10月21日、2020年8月24日 他複数回出演）
  - 村雨式キャンプ（2019年10月1日 - 2020年9月29日、火曜日22:54 - 23:00） - レギュラー
  - 村雨式調理（2020年10月6日 - 2021年9月28日、火曜日21:54 - 22:00） - レギュラー
- テレビ朝日
  - 徹子の部屋（2020年1月8日、2022年6月1日）
- テレビ東京
  - 昼めし旅 〜あなたのご飯見せてください!〜（2018年2月27日 - ） - 準レギュラー[3]
  - YOUは何しに日本へ?（2019年2月11日） - ナレーター
  - 二代目 和風総本家（2019年9月12日）
- TOKYO MX
  - 5時に夢中!（2018年2月14日、4月18日）[3]
  - モーニングCROSS（2018年9月17日）[3]
- NHK-BS
  - Journeys in Japan「芸予諸島　海賊の海へ」（2018年10月17日、NHK-BS1、10月21日、NHKワールド JAPAN） - リポーター
  - 陸・海・空4K中継 絶景ぜんぶ見せます！世界自然遺産屋久島（2023年3月18日、BS4K・BSプレミアム）
  - イロトリドリ！探鳥絶景旅～沖縄・八重山諸島編～（2023年6月3日、BSプレミアム） - 旅人
  - ８Ｋ文化財のミカタ 若冲×村雨辰剛（2024年3月28日、BS8K）
  - 村雨さんと日本庭園たしなみ巡り（2025年2月24日）
- BS-TBS
  - ねこ自慢（2024年6月19日）
- BSテレ東
  - ワタシが日本に住む理由（2017年2月27日）[3]
- 朝日放送テレビ
  - 雨上がりの「Aさんの話」〜事情通に聞きました!〜（2017年2月14日）[3]
- 中京テレビ
  - オードリーさん、ぜひ会って欲しい人がいるんです!（2016年7月2日、2017年8月19日）[3]
- 関西テレビ
  - 新説!所JAPAN（2018年10月29日）[60]

### 映画
- 国際短編映画祭作品「The Izakaya Dialogue」（2023年、ホッピービバレッジ） - 主演・マーク 役[23]
- ショートフィルム「Wife's Power Outage 妻の電池切れ」（2023年、東北新社） - サラリーマン 役

### 舞台
- シーボルト父子伝 ～蒼い目のサムライ～ 共生への旅路（2025年7月10日 - 13日） - フィリップ・フランツ・フォン・シーボルト 役[61]

### CM・広告
- カードローン比較サイト 考える人銅像役
- KAGOME野菜ジュース 英会話教師役[3]
- アメリカン・エキスプレス（2018年）
- 千葉銀行（2019年）
- 明治 THE GREEK YOGURT（2019年）
- 資生堂 ANESSA（2019年）
- コカ・コーラ「爽健美茶」（2019年）
- メンズグルーミングブランド「PROUDMEN.」（2019年） - アンバサダーに就任
- アース製薬「スッキーリ！ 」（2020年）
- Majesty-onarimon club-（2021年） - イメージキャラクター
- ヴァーナル（2021年）
- Takayama Dish-covery（2023年） - ナビゲーター
- アサヒビール 9LIVES「挑戦者に捧ぐワイン」篇（2023年）

### ラジオ番組
- TOKYO FM
  - 田村淳のFLY HIGH（2018年3月）[3]
- Fｍ yokohama 84.7
  - SUNSTAR WEEKEND JOURNEY[3]
- 文化放送
  - 楽器楽園〜ガキパラ〜[3]
- NHKラジオ第1
  - すっぴん! - インタビューコーナー
- TBSラジオ
  - 安住紳一郎の日曜天国 - ゲストdeダバダ（2022年6月26日）

### ネット配信
- 清洲城PRサイト動画（2016年） - 外国人武将隊[62][63]
- with MISO 対談 Ver.10 村雨辰剛さん＃01 - ＃03（2022年7月15日 - 8月1日、みそ健康づくり委員会）
- We Love Miso Spin-off　農業体験＃01 - ＃03（2023年12月29日 - 2024年2月28日、みそ健康づくり委員会）

### WEB連載
- 家庭画報.com 『村雨辰剛の二十四節気暮らし』（2025年2月3日 - ） ※隔週連載

### その他
- 長崎歴史文化博物館 常設展示室 映像作品（2024年） - プティジャン神父（ナレーション） 役 ※博物館内の映像のみ

## 著書
- 『僕は庭師になった』クラーケン、2019年3月6日、ISBN 978-4-909313-06-5
- 『村雨辰剛と申します。』新潮社、2022年6月1日、ISBN 978-4-10-354621-4